# Acentroscelus muricatus
Acentroscelus muricatus är en spindelart som beskrevs av Cândido Firmino de Mello-Leitão 1947. 
Acentroscelus muricatus ingår i släktet Acentroscelus och familjen krabbspindlar. Inga underarter finns listade i Catalogue of Life.